# Poslednji konvoj
Poslednji konvoj je redovna epizoda Marti Misterije premijerno objavljena u Srbiji u svesci br. 27. u izdanju Veselog četvrtka. Sveska je objavljena 27.04.2014. Koštala je 320 din (3,2 €; 3,6 $). Imala je 164 strane.

## Originalna epizoda
(Ovaj odeljak je u izradi.)

## Kratak sadržaj
Godina 1945. U šumama Austrije, u naizgled napuštenom rudniku, dva dečaka prisustvuju događaju koji će nositi sa sobom do kraja života. Godina 2009, Moskva. U palati Ljubjanke, stari nemački dokument izvučen na svetlost dana iz KGB arhive unosi haos u rusku obaveštajnu službu. Po prvi put nakon nekoliko decenija pominje se davno zaboravljeno ime koje još uvek izaziva zaprepašćenje: Arjan Bauer, ime koje za sobom ostavlja trag smrti. Primorana da pobegne od svojih nadređenih i bivših obaveštajnih kolega koje žele da je ućutkaju, Olga Petrovna se za pomoć obraća svom starom prijatelju s kojim je već radila u prošlosti - Martiju Misteriji.

## Nastavak epizode
Epizoda se nastavlja u br. 49 Stanovnici podzemlja.